# サンカムペーン温泉
サンカムペーン温泉（-おんせん、サンガンペーン温泉とも、น้ำพุร้อนสันกำแพง）は、タイ王国のチエンマイ県のメーオーン郡に属するポーンホーン村に湧出している温泉である。

## 概要
サンカムペーン温泉は、温水プール、個室型の浴室、マッサージ、宿泊施設、植物園、湯だまり、足湯などの施設があり、家族連れを多く見かける。入浴の際には水着または着衣が必要。水着、タオルは貸し出してもらえる。卵も売っており、温泉卵を作ることができる。チエンマイから34 kmほど北東に位置している。

## 泉質
(不明)、硫黄臭がする。温度摂氏100度近い高温。